# صوفي هيلين بياتريس
     لشخصية أخرى تحمل اسم صوفي من فرنسا، طالع صوفي من فرنسا (توضيح).

صوفي هيلين بياتريس (بالفرنسية: Sophie Hélène Béatrice؛ 9 يوليو 1786 – 19 يونيو 1787)؛ أميرة فرنسية. كانت الابنة الثانية والأخيرة للملك لويس السادس عشر وزوجته ماري أنطوانيت. تم تصنيفها على أنها مدام صوفي عند الولادة. بصفتها ابنة ملك فرنسا، كانت من فيل دي فرانس حتى وفاتها عام 1787.

## حياتها
ولدت صوفي هيلينا بياتريس في قصر فرساي، وهي الأصغر من بين أربعة أطفال للملك لويس السادس عشر والملكة ماري أنطوانيت من فرنسا. سميت على اسم عمتها الكبرى، الأميرة صوفي من فرنسا، الابنة الخامسة للملك لويس الخامس عشر التي توفيت قبل أربع سنوات.
ولدت صوفي طفلة كبيرة الحجم،  لكن صحتها الضعيفة تضررت بسبب مرض السل. توفيت في قصر فرساي بعد 6 أيام من التشنجات، وقد عاشت 11 شهرًا فقط.
أدى وفاتها إلى حزن كبير لوالديها؛ فعندما حاول جوزيف ويبر الأخ بالتبني لماري أنطوانيت أن يواسيها بحقيقة أنه بالنظر إلى سن صوفي الصغير لا بد أن ماري أنطوانيت لم تكن مرتبطة بها بشكل مفرط، كان من المفترض أن تقول الأم الثكلى: «لا تنس أنها ستكون صديقتي». كانت هذه إشارة إلى كلماتها بعد ولادة أخت صوفي الكبرى ماري تيريز في العام 1778: 
«أيها الصغير المسكين، أنت غير مرغوب فيه، لكنك مع ذلك ستكون عزيزًا علي! كان من الممكن أن ينتمي الابن إلى الدولة - ستنتمي إليّ». 
دفنت صوفي في مقبرة ملوك فرنسا، كاتدرائية سان دوني (5 كيلومتر (3.1 ميل) شمال باريس).